# Crip
Crip (een verkorting van het Engelstalige cripple, 'kreupel') is een term die in de  Engelstalige wereld voornamelijk als scheldwoord werd gebruikt voor mensen met een handicap. De term wordt in de Engelstalige wereld ook als geuzennaam gebruikt. In België en Nederland kent het gebruik van deze term in het algemeen en als geuzennaam nog weinig ingang.
Mensen met een al dan niet gediagnosticeerde lichamelijke, sensorische en/of cognitieve beperking, psychische kwetsbaarheid of chronische ziekte kunnen zich identificeren met crip. De term crip kent geen vastomlijnde grenzen. In combinaties als ‘crip moves’, ‘crip shots’, ‘crip poetry’ krijgt het woord als adjectief de betekenis van ‘cool’ op een manier die verschil ten opzichte van zogenaamd normale lichamen vol zelfvertrouwen omarmt.

## Geschiedenis
Sinds de jaren zeventig van de twintigste eeuw wordt de term crip in de Engelstalige wereld in beperkte kring gebruikt als geuzennaam door mensen die niet voldoen aan het ideaalbeeld van het hebben van een gezond lichaam zonder zichtbare beperkingen.
In 2020 krijgt het onderwerp enige bekendheid met de documentaire Crip Camp: a Disability Revolution.

## Criptheorie
In het begin van de jaren 2000 ontstond in de Engelstalige wereld een interdisciplinair onderzoeksdomein dat onderzoek doet naar het gebruik van crip als geuzennaam. Deze criptheorie bouwt theoretisch gezien voort op de overlap tussen queer- en disabilitytheorie, waarmee het zich onderscheidt van disability studies.